# شادوف (إلكترونيات)

مخطط لعاكس كهربائي يستخدم هزاز (إلكترونيات) باعتباره شادوفًا.

في الإلكترونيات، دارة الشَّادُوف (بالإنجليزية: Chopper) هي واحدة من الأنواع العديدة لأجهزة ودارات الابتدال الإلكترونية المستخدمة في التحكم في القدرة وتطبيقات الإشارة. الشادوف هو جهاز يُبَدِّل الجهد الثاب للتيار المستمر المُدخَل إلى جهد متغير لتيار مستمر على الخرج. في الأساس، الشادوف هو مقلاد إلكتروني يستخدم لقطع إشارة واحدة تحت مراقبة أخرى.
في تطبيقات إلكترونيات القدرة، نظرًا لأن عنصر الابتدال إما أن يكون في وضع التشغيل الكامل أو الإيقاف الكامل، فإن ضياعاته تكون منخفضة ويمكن للدارة توفير كفاية عالية. ومع ذلك، فإن التيار المقدم للتحميل متقطع وقد يتطلب التنعيم أو تردد الابتدال العالي لتجنب التأثيرات غير المرغوب فيها. في دارات معالجة الإشارة، يعمل استخدام الشادوف على تثبيت النظام ضد انجراف المكونات الإلكترونية؛ ويمكن استعادة الإشارة الأصلية بعد التضخيم أو المعالجة الأخرى بواسطة مزيل تضمين متزامن يعمل أساسًا على إلغاء عملية "الشَّدْف".

## التسمية
يُسمَّى الشادوف أيضاً الشَّدَّاف والمُقَطِّع والقطَّاع والقاطع والقاطع المتناوب والقاطع الشادوفي.
أما كلمة (شادوف) فهي على وزن (فاعول) وهو من أسماء الآلة بالعربية. ويفيد الجذر (ش د ف) معنى التقطيع، فقد جاء في لسان العرب: "الشُّدْفَةُ: القِطْعة مِنَ الشَّيْءِ. وشَدَفَه يَشْدِفُه شَدْفاً: قَطَعه شُدْفةً شُدْفَة".

## مبدأ العمل

طرق التحكم المختلفة بدارة الشادوف: التضمين بعرض النبضة والتحكم بترددها.

الشادوف هو مبدل تيار مستمر إلى تيار مستمر{\displaystyle V_{avg_{out}}} ، يُستعمَل للتحكم في القيمة المتوسطة لجهد الخرج المستمر، من خلال عملية قطع جهد الدخل {\displaystyle V_{in}} ووصله دوريًا لرفع القيمة المتوسطة أو خفضها.
يمكن التحكم بالقيمة المتوسطة لجهد الخرج بطريقتين:
- التضمين بعرض النبضة: وعندها يُمكن زيادة زمن الوصل {\displaystyle T_{on}} أو إنقاصه، على حساب زمن الغلق {\displaystyle T_{off}}، وكلما زاد زمن الوصل زاد عرض النبضة وارتفعت القيمة المتوسطة.
- التحكم بتردد النبضات: يُحسب تردد النبضات {\displaystyle f} بمن دور عملية الوصلة والقطع كما يأتي:

لو زاد التردد من {\displaystyle f} إلى {\displaystyle f'} لنقص الدور من {\displaystyle T} إلى {\displaystyle T'} وارتفعت القيمة المتوسطة لجهد الخرج.

تُصنف الشواديف إلى هابطة الخطوة ورافعتها. ليكن {\displaystyle T} دور عملية الوصل والقطع، وليكن {\displaystyle T_{on}} هو زمن الوصل، و{\displaystyle T_{off}} هو زمن القطع، وعندها تُحسب القيمة المتوسطة لجهد الخرج في شادوف هابطة الخطوة بالعلاقة التالية:
وفي شادوف رافع الخطوة بالعلاقة التالية:

## دارات الشادوف

### شادوف هابط الخطوة

دارة لشادوف بسيط هابط الخطوة، الثايرستور T هو المقلاد الأول، وثنائي المساري D هو المقلاد الثاني.

جهد الخرج وتيار الخرج في دارة شادوف هابط الخطوة.

يسمح الشادوف هابط الخطوة بنقل الطاقة من منبع جهد مستمر ثابت القيمة، لتكن قيمته E، إلى حمل من النوع التياري (لذلك يُمثَّل بمنبع تيار قيمته I). تتكون أبسط بنية للشادوف خافض الجهد من مقلادين: K1 وK2، يعملان بالطريقة التالية:
- لا يمكن غلق المقلادين K1 وK2 معاً.
- لا يمكن فتح المقلادين K1 وK2 معاً.

هذا يعني أن المقلادين متكاملان، أي يلزم أن يكون أحدهما مفتوحًاً دومًا والآخر مغلقًا.
يُستعمل الثيرستور T ليحل محل المقاد الأول وثنائي مساري D ليحل محل المقلاد الثاني في التطبيق العملي لدارة شادوف بسيط خافض للجهد. لو كان للملف محاثة L ومقاومة داخلية Rc فيمكن كتابة المعادلات التي تصف الدارة حسب حالة الثيرستور والثنائي كما يأتي:
يُمثل السطر الأول الحالة عندما يكون الثيرستور بوضع الوصل، بين 0 وαT، والثاني الحالة عندما يكون يكون بوضع القطع، أي بين αT وT.
يقود حل المعادلتين التفاضليتين إلى حساب التيار حسب ما يأتي: 
وفيها τ هو الثابت الزمني للدارة، ويُحسب بالعلاقة:
وI و'I هما القيمتان الدنيا والقصوى الممكنتان للتيار.

### شادوف صاعد الخطوة
يمكن كتابة المعادلات التي تصف الدارة حسب  حسب حالة الثيرستور والثنائي كما يأتي: